# Équipe d'Ukraine féminine de rugby à sept
L'équipe d'Ukraine féminine de rugby à sept est l'équipe qui représente l'Ukraine dans les principales compétitions internationales de rugby à sept.

## Histoire

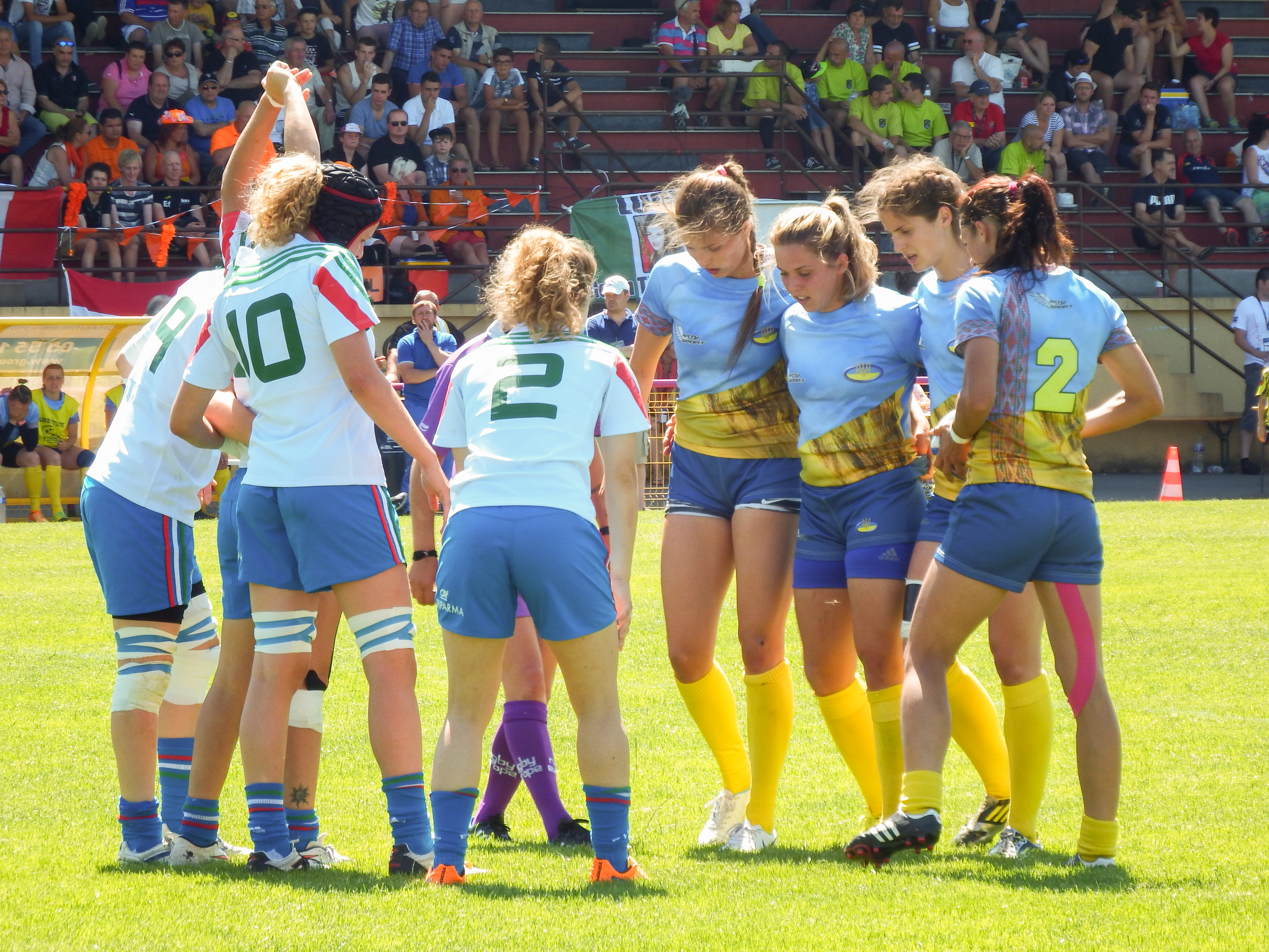
Les Ukrainiennes (en ciel et jaune ci-contre), disputant le tournoi de Malemort, dans le cadre des Grand Prix Series 2015.

La constitution de l'équipe d'Ukraine féminine a lieu peu après 2008, date de la création du championnat d'Ukraine féminin entre des équipes basées dans les villes de Rivne, Odessa et Kryvyï Rih. En 2009, l'équipe nationale prend part à l'un des tournois du championnat d'Europe (en), organisé en Bosnie-Herzégovine.
En marge des Jeux olympiques d'été de 2016, à l'occasion desquels les épreuves de rugby à sept feront leur entrée au programme olympique, un groupe compétitif de joueuses ukrainiennes est formé, en grande partie avec d'anciennes joueuses de handball et de basket-ball. Elles remportent la finale de la 2e division du championnat d'Europe en 2014, et accèdent ainsi aux Grand Prix Series qui font office en 2015 de tournoi qualificatif européen dans le cadre du processus de qualification olympique. Elles ne parviennent finalement pas à se qualifier,.
Les Ukrainiennes naviguent par la suite entre la 1re et la 2e division du championnat d'Europe. En 2018, elles terminent deuxièmes de la 2e division, une performance synonyme de retour en Grand Prix Series. Après une saison, elles se classent à la dernière place de la compétition après une ultime étape disputée sur le sol ukrainien, à Kharkiv.
Sur fond de conflit dans le cadre de l'invasion de l'Ukraine par la Russie survenue en 2022, l'équipe remporte le Trophy en 2023 et est sacrée championne d'Europe de 2e division, acquérant de fait sa promotion en 1re division du championnat la saison suivante (en) ; elles marquent la compétition en ne perdant aucune des 40 rencontres disputées lors des étapes de Budapest et de Zagreb.

## Joueuses emblématiques
Parmi leurs joueuses emblématiques, Olga Surkova évolue en équipe nationale de 2009 à 2019, et occupera le rôle de manager du groupe après sa retraite internationale,.